# خادمة في مانهاتن (فلم 2002)
خادمة في مانهاتن (بالإنجليزية: Maid in Manhattan) هو فيلم كوميديا رومانسية تم إنتاجه في الولايات المتحدة وصدر في سنة 2002. من بطولة جينيفر لوبيز ورالف فاينس وناتاشا ريتشاردسون وقد ترشح الفيلم لعدة جوائزة معظمها لبطلته جينيفر لوبيز التي ترشحت وحدها لثلاث جوائز.

## القصة
طالما حلمت ماريسا (جينفر لوبيز) أن توفر لها ولابنها حياة كريمة، خالية من الضغوط مهما كلفها الأمر، وهو ما تطلب منها أن تبذل مجهودا خرافيا كخادمة في إحدى الفنادق الفاخرة بمانهاتن. ورغم كونها خادمة، فإنها كانت تتمتع بذكاء وقدرة على التعامل المواقف بحكمة، نظرا لطول خدمتها لضيوف «سوبر ستار» طوال الوقت. ذات يوم تنبهر ماريسا بفستان لواحدة من ضيوف الفندق، فتقوم بارتدائه لمجرد التجربة حين يدخل عليها السيناتور كريستوفر مارشال (رالف فايلز) فجأة وعن طريق الخطأ، فيعتقد أنها من المقيمين في الفندق، ويعجب بها. تحاول ماريسا أكثر من مرة الإفصاح عن هويتها إلا أنها تفشل، فتستمر لقاءاتهم ويقعان في الحب، لكن مع وضوح هوية ماريسا الحقيقة تنشب خلافات تتعلق بالمستويات الاجتماعية والطبقية قد تهدد الحبيبين بالانفصال.

## الميزانية والإيرادات
بلغت تكلفة إنتاج الفيلم حوالي 55 مليون دولار بينما حقق أرباحا تقدر بـ 154.9 مليون دولار.

## وصلات خارجية
- خادمة في مانهاتن على موقع IMDb (الإنجليزية)
- خادمة في مانهاتن على موقع ميتاكريتيك (الإنجليزية)
- خادمة في مانهاتن على موقع روتن توميتوز (الإنجليزية)
- خادمة في مانهاتن على موقع نتفليكس (الإنجليزية)
- خادمة في مانهاتن على موقع قاعدة بيانات الأفلام العربية
- خادمة في مانهاتن على موقع ألو سيني (الفرنسية)
- خادمة في مانهاتن على موقع Turner Classic Movies (الإنجليزية)
- خادمة في مانهاتن على موقع أول موفي (الإنجليزية)
- خادمة في مانهاتن على موقع بوكس أوفيس موجو (الإنجليزية)
- خادمة في مانهاتن على موقع فيلمافينيتي (الإسبانية)

خادمة في مانهاتن  في قاعدة بيانات الأفلام على الإنترنت (بالإنجليزية)